# 대함몰
대함몰(大陷沒, Big Crunch 빅 크런치[*])은 물리우주론에서 우주의 시작인 대폭발(Big Bang)과 반대로 온 우주가 블랙홀의 특이점과 같이 한 점으로 축소되면서 종말한다는 가설이다. 우주 전체의 질량이 우주가 팽창하는 에너지보다 클 경우(우주에 존재하는 전체 물질의 밀도가 임계 밀도보다 클 경우) 발생한다.

## 과정
우주는 일정수준까지 팽창한 뒤 그 자신이 가진 중력에 의해 수축하게 될 것이다. 은하들의 적색 이동은 서서히 청색 이동으로 변하면서 충돌해 합쳐질 것이고, 공간은 점점 뜨거워져 마침내 빅뱅이 생겨난 초고온 상태로 변할 것이다. 자연의 네 가지 힘(강력, 약력, 전자기력, 중력)이 합쳐져 하나의 힘이 됨에 따라 초기 우주에서 일어난 입자들의 상호작용 과정이 거꾸로 일어날 것이며, 우주는 계속 수축하여 결국 하나의 특이점으로 수렴하게 되면서 플랑크 길이보다 작아지게 될 것이다.

Big Crunch overview

## 플랑크 길이 수축 이후
플랑크 길이보다 작게 수축한 우주에 대해 논하기 위해서는 일반 상대성 이론 이외에 양자역학적인 효과를 고려해야 한다. 이와 관련된 이론을 양자 중력 이론이라고 하는데, 아직 양자 중력 이론은 구축되어있지 않기 때문에 빅 크런치가 일어날 경우 어떠한 현상이 일어나는가는 물리적으로 기술할 수 없다.

## 같이 보기
- 우주의 종말
- 빅뱅